# Minato Namikaze
 (juin 2024).
Pour les articles homonymes, voir Minato.
Originaire de Konoha, Minato Namikaze (波風ミナト, Namikaze Minato), le plus souvent désigné par son titre de quatrième Hokage (四代目火影, Yondaime hokage) est un personnage du manga Naruto.
Il est le ninja ayant la responsabilité la plus grande dans le village, puisque comme tous les kage, il est responsable de la sécurité de son village. Il fut nommé par Hiruzen Sarutobi, le 3e Hokage, au détriment d'Orochimaru. Il était surnommé l'éclair jaune de Konoha en raison de sa vitesse de déplacement extraordinaire et de ses cheveux blonds. Les ninjas des villages ennemis avaient ordre de s'enfuir s'ils se trouvaient face à lui. Il est également le père de Naruto ainsi que le grand-père de Boruto et Himawari.

## Profil

### Histoire

Yondaime Hokage

Déjà petit, Minato souhaite devenir un grand Hokage pour avoir la reconnaissance du village. Il rencontre Kushina Uzumaki, sa future épouse, à l'académie ninja. Kushina Uzumaki fut amenée à Konoha depuis le village d’Uzushio, pour être le futur réceptacle de Kyûbi. Peu après son arrivée, elle est enlevée par des ninjas de Kumo  pour son chakra particulier (qui lui offrait un meilleur contrôle des bijuus en tant qu'hôte). Malgré les nombreux ninjas envoyés pour la sauver, Minato est le seul à repérer les mèches de cheveux laissées par la jeune femme pour être pistée. Il bat sans difficulté les ravisseurs de Kushina. Minato lui avoue alors avoir toujours admiré sa force de caractère et sa chevelure rouge, et l'avoir sauvé car il ne voulait pas la perdre.
Il est formé par Jiraya, qu'il désignera parrain de son futur fils Naruto et devient Hokage lorsque le 3e, souhaitant passer la main, le nomme au détriment d'Orochimaru.
Jōnin, il fut le formateur d'un autre ninja d'exception, Kakashi Hatake, surnommé le ninja copieur ou l'homme au sharingan, de Rin et d'Obito Uchiwa.
Avant de devenir Hokage, il participe à la 3e grande guerre ninja, et rencontrera notamment le futur 4e Raikage A ainsi que son frère adoptif Killer Bee sur le champ de bataille. Le futur Raikage reconnaît en Minato le seul ninja pouvant le surpasser en vitesse, et Minato apprécie les qualités de combattant de Bee.
Minato devient Hokage alors que Hiruzen Sarutobi, se faisant vieux, cherche à passer le flambeau. L’élève à qui il destinait la charge, Orochimaru ayant été surpris à faire des recherches interdites et s’étant enfui du village, Hiruzen désigne à sa place le talentueux élève de Jiraya. Kushina lui annonce alors qu'il va être père. 
Minato meurt en Hokage, à la suite de l'attaque du village de Konoha par Kyubi. Peu avant l'attaque, Kyubi était encore contenu dans le corps de Kushina. Le sceau se trouvait affaibli suite à l'accouchement. L'intégrité du sceau devait être préservée par Minato, spécialiste de fuinjutsu. Cependant, l'irruption de Tobi (qu'il pense alors être Madara Uchiwa), mis son action à mal, l'empêchant de maintenir le sceau intact et libérant ainsi le démon à neuf queues. Après avoir combattu Tobi, il scelle une moitié du démon dans le corps de son nouveau-né, Naruto, et l'autre moitié dans son propre corps. Ce jutsu (également utilisée par Hiruzen lors de l'attaque de Konoha par Orochimaru) lui coûta la vie. Son dernier souhait fut que son fils soit traité en héros. Cependant, Hiruzen Sarutobi fit le choix de garder secrète la relation filiale entre Naruto et Minato. En tant que nouvel hôte de Kyubi, il sera traité comme un monstre par les habitants, et devra apprendre à se faire accepter.
À sa mort, le troisième Hokage Hiruzen Sarutobi reprend son ancien rôle. A la mort du 3e, Tsunade succède à Minato en devenant le Cinquième Hokage.
En tant que spécialiste de fuinjutsu, Minato avait insufflé un peu de son propre chakra au sceau scellant Kyubi dans Naruto. Il souhaitait pouvoir être invoqué avant que le sceau ne se rompe complètement, dans le cas où Naruto perdrait la maîtrise du chakra de Kyubi, évitant la libération totale du démon. Il apparaît pour la première fois durant le combat de Naruto contre Pain. Alors que le sceau se délite, il le recompose et profite de cet instant pour expliquer à son fils les raisons de sa présence. Il fait alors face aux reproches de Naruto, qui lui en veut d'avoir fait de lui un jinchūriki (réceptacle). Minato lui explique qu'il avait confiance que son fils, avec les prédispositions d'hôte de Kushina, réussirait à maîtriser le pouvoir du Démon-Renard. Il lui décrit la menace qu'il avait anticipée pour Konoha et le monde des shinobis : Madara Uchiwa (réellement Obito Uchiwa sous le masque de Tobi), homme manipulateur et très dangereux, capable de contrecarrer tous les plans à son encontre. Il a donc fait le choix de transmettre cette puissance à son fils pour protéger le village.
Avant sa mort, Minato a également scellé une partie du chakra de son épouse, Kushina Uzumaki, afin qu'elle aussi puisse être invoquée. Elle apparaît pour aider et protéger Naruto lors de son apprentissage de la maîtrise de Kyûbi. C'est lors de l'invocation de Kushina que les mystères autour de la naissance de Naruto, l'origine de l'attaque de Konoha par Kyubi et de la mort d'elle et Minato sont levés.
Minato refait son apparition au cours de la 4e grande guerre ninja. Il est libéré du Dieu de la mort, et invoqué avec les autres Hokage par Orochimaru  avec la technique de la « Réincarnation des âmes ». Il possède toujours en lui la partie yin du chakra de Kyûbi, et peut, comme Naruto, passer en « mode Kyûbi ». Pendant la bataille, il porte un coup fatal à Obito, et comprend à ce moment qu’il était l'homme masqué qui l’avait attaqué le jour de la naissance de Naruto.

### Personnalité
Le 4e Hokage est un ninja d’exception, tant dans la puissance de ses techniques que dans sa capacité à gérer des situations de crise, comme pendant l’attaque de Konoha par le démon renard. Il est considéré comme un génie et a un temps représenté « l’enfant de la prophétie » pour son maître Jiraya le ninja légendaire. Aujourd’hui encore, Naruto le considère comme étant « le sauveur » car il s'est sacrifié en laissant tous ses espoirs à son fils.
Lors de l’attaque de Tobi sur le village, Minato n’hésite pas à prendre son rôle de kage très au sérieux, et en vient même à se sacrifier  avec sa femme Kushina, pour protéger son nouveau-né. Il avait le sens du devoir et était un fin stratège. Il avait également une intuition sans pareil. Ces qualités combinées ont participé à sa décision de sceller Kyubi dans Naruto, persuadé qu'il aurait les capacités pour protéger le village de konoha et apporter l'équilibre dans le monde ninja après sa mort.

### Capacités

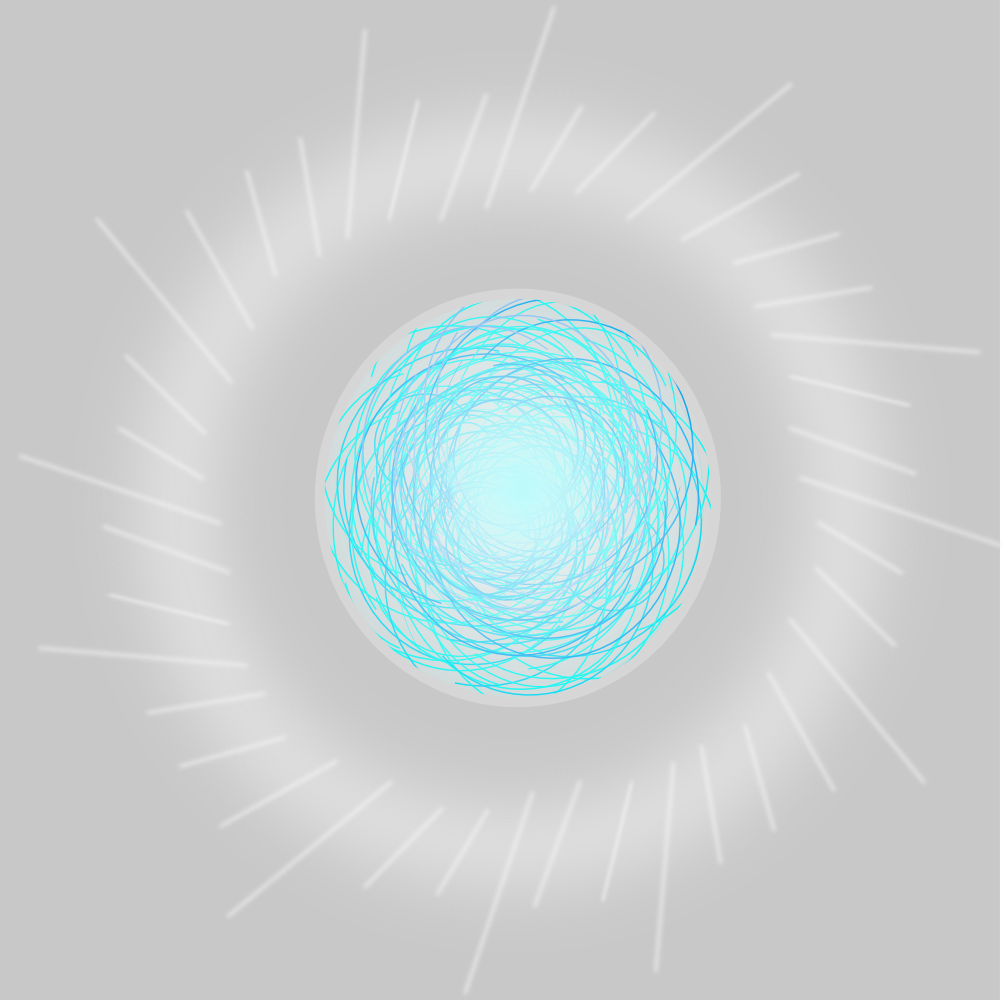
L'orbe tourbillonnant

Il eut la chance d'être formé par un jōnin d'exception, l'un des trois sannin légendaires : Jiraya. Il lui apprit notamment à invoquer des crapauds (Kuchiyose no Jutsu), en signant le pacte de son sang.
Cependant, c'est seul qu'il élabore l'orbe tourbillonant ou rasengan, qu'il transmit à son maître après trois années de perfectionnement. Il est à l’origine de l’« Emprisonnement des morts » (Shiki fūjin), qu’il a enseigné au troisième hokage, et qu'il utilisa notamment pour stopper Kyûbi, au prix de sa vie.
Ayant scellé son âme avec la partie Yin du chakra de Kyûbi, il est capable une fois invoqué par la « Réincarnation des âmes », d’utiliser cette énergie pour revêtir le manteau du démon sous sa forme ultime, avec les marques du Sage des six chemins.
Au cours de la 4e grande guerre ninja, Minato montre qu’il maîtrise aussi le senjutsu ; comme Naruto, il parvient à équilibrer l’énergie naturelle de manière à n’avoir que la marque d’ermite autour des yeux. Il précise cependant ne pas être très à l’aise dans son maniement. Ne l’ayant jamais utilisé en combat réel, l'activer lui prend beaucoup de temps pour une période limitée.
Minato maîtrise également la technique de déplacement instantané du 2e Hokage, une des techniques à l'origine de son surnom "l'éclair jaune de Konoha" (木ノ葉の黄色い閃光, Konoha no Kiiroi Senkō).

## Apparition dans les autres médias
Minato apparaît dans le 4e film Naruto Shippuden: The Lost Tower et dans le 6e film Naruto Shippuden: Road to Ninja.
Il apparaît également dans les jeux Naruto: Ultimate Ninja 3, Naruto Shippūden: Ultimate Ninja 4 et Naruto Shippūden: Ultimate Ninja 5 sortis sur PlayStation 2, Naruto Shippūden: Ultimate Ninja Storm 2, Naruto Shippūden: Ultimate Ninja Storm Generations, Naruto Shippūden: Ultimate Ninja Storm 3 sortis sur PlayStation 3 et Xbox 360 et Naruto Shippūden: Ultimate Ninja Storm 4 sur PlayStation 4 et Xbox One.

## Techniques
On ne connaît évidemment pas toutes les techniques de ce ninja hors-pair, car celles connues sont vues par l’intermédiaire de flash-backs ou dévoilées par des tiers. Par exemple, Jiraya apprend à Naruto que l'Orbe tourbillonnant et l'invocation du dieu de la mort (technique exécutée par le 3e Hokage face à Orochimaru) sont des techniques du 4e Hokage.
- Orbe tourbillonnant (螺旋丸, Rasengan?)
Le principe de formation de l'orbe tourbillonnant est de créer à l'intérieur de la paume de sa main une sphère de chakra concentré et en rotation.
L'orbe tourbillonnant est un jutsu de rang A, conçu à l'origine pour recevoir l'affinité de Minato, mais celui-ci ne réussit jamais à finaliser sa technique.
Selon Killer Bee, cette technique a été créée en s’inspirant de la technique de la bombe des démons à queues.
- Invocation (口寄せの術, Kuchiyose no jutsu?)
Minato invoque les crapauds. Comme toutes les techniques d'invocation, l'importance de l'invocation dépend de la quantité de chakra fournie.
Son invocation la plus puissante était Gamabunta qu'il a chevauché lors de son combat face à Kyûbi.
- Le Dieu du Tonnerre volant (飛雷神の術, Hiraishin no jutsu?)[5]
Technique de très haut niveau à la fois de type Déplacement instantané (瞬身の術, Shunshin no jutsu?)[6],[7] et de type Maîtrise de l'Espace-Temps (時空間忍術, Jikūkan ninjutsu?)[8].
À l'origine de son surnom d'« éclair jaune de Konoha », c'est une technique spatio-temporelle qui consiste à se téléporter à l'endroit où l'on souhaite se déplacer après y avoir apposé une sorte de sceau. Minato peut ainsi l'utiliser après avoir mis ce sceau sur un kunai spécial utilisé par quelqu'un d'autre ou qu'il a lui-même lancé, ou en l’apposant sur une personne pour la tuer ou la protéger par la suite.
La seule technique d'espace-temps qui la surpasse est celle de Tobi[9]. Lors de son combat contre lui, Minato parvient cependant à gagner le duel de vitesse en lançant un kunai marqué à travers Tobi et en se téléportant derrière lui quand celui-ci prend forme pour attaquer.
- L’emprisonnement des morts (封印術・屍鬼封尽, Fūinjutsu - Shiki fūjin?)[10]
C'est une technique qui permet d'invoquer le dieu de la mort. Elle permet de sceller l'âme de l'ennemi (en échange de la sienne) dans l'estomac du dieu de la Mort, où les deux âmes se combattront et endureront un tourment éternel.
C'est elle qui a servi à sceller la partie yin (négative) du chakra de Kyûbi[11],[trad 1].
Elle a également permis au troisième hokage de défaire le premier hokage et le second hokage, et d'enlever à Orochimaru l'usage de ses bras. Le 3e Hokage laisse entendre à cette occasion que cette technique aurait été créée par Minato[12],[13],[14].
- Sceau des huit points du Hakke (八卦の封印式, Hakke no fūin shiki?)[15]
C'est la technique utilisée pour sceller la partie yang (positive) du chakra de Kyûbi à l'intérieur de Naruto[trad 1].
Ce sceau permet également de sceller une partie du chakra d'une personne juste avant sa mort, cette dernière pouvant alors « apparaître » dans l'esprit de la personne en qui le chakra a été scellé à un moment déterminé et pour un temps limité[16]. Ainsi, une partie du chakra de Minato et de celui de son épouse Kushina ont été scellés en Naruto, lui permettant à deux occasions de rencontrer son père, puis sa mère, alors qu’il est en danger face à Kyûbi.
- Sceau des quatre symboles (四象封印, Shishō fūin?)
C'est la technique utilisée pour permettre à la partie yang du chakra de  Kyûbi de se mélanger avec celui de Naruto, lui procurant une réserve de chakra potentiellement illimitée, mais néanmoins difficile à maîtriser et de fait dangereuse à utiliser[trad 1]. Ce sceau tient lieu de prison et empêche le démon de prendre possession de son hôte ; de ce fait, il possède une clé permettant de l'ouvrir au moment voulu[17].
- Barrière spatio-temporelle (時空間結界, Jikūkan kekkai?)
En utilisant son kunaï marqué et beaucoup de chakra, Minato est capable de former une barrière spatio-temporelle pour envoyer ce qui est envoyé contre elle à un autre endroit. Il parvient ainsi seul à envoyer ailleurs une attaque de chakra de Kyûbi, ou à téléporter ce dernier à une certaine distance de Konoha avec l'aide de Gamabunta[18].
- Pacte sigillaire (契約封印, Keiyaku fūin?)
Technique de sceau utilisée pour briser le lien entre un invocateur et son invocation. En apposant ce sceau directement sur l'invocateur, Minato libère la créature invoquée de son contrôle.
Minato utilise cette technique sur Tobi pour lui ôter le contrôle de Kyûbi la nuit où ce dernier attaque Konoha[16].
- Art Ermite : l’Orbe Tourbillonnant Géant (仙法・大玉螺旋丸, Senpō: Ōdama rasengan?)
Variante de l’Orbe Tourbillonnant géant utilisant le chakra d'ermite ; rend la sphère plus grande encore.
- Tornade d'éclairs et danse des hurlements (螺旋閃光超輪舞吼参式, Rasen senkō chō rinbukō sanshiki?)
Minato a voulu utiliser cette attaque contre Obito, mais s'est fait ôter un bras avant d’en avoir eu le temps.
Elle nécessite l'utilisation de plusieurs kunaïs marqués et un clone d'ombre.
Selon l'anime, cette technique est la plus puissante version de la technique du Dieu du Tonnerre volant.
- Invocation - Destruction des échoppes (口寄せ・屋台崩しの術, Kuchiyose - Yatai kuzushi no Jutsu?)[DB 1],[19] — rang B
Minato invoque un crapaud qui tombe sur un bâtiment ou un adversaire, causant des dégâts irrémédiables d'autant plus que la créature est lourde.

### Anime
- Shuriken multi-clonage supra (多手裏剣影分身の術, Tajū shuriken kage bunshin no jutsu?)
Technique permettant de cloner un grand nombre de fois un shuriken faisant pleuvoir ainsi une multitude de shurikens sur l'ennemi.
Minato utilise cette technique dans le film Naruto Shippuden: The Lost Tower.
- Orbe tourbillonnant absolu (真・太極螺旋丸, Shin - Taikyoku rasengan?)
Technique utilisée dans le film Naruto Shippuden: The Lost Tower ; Minato et Naruto combinent leurs chakra pour créer un « Orbe tourbillonnant absolu ». Ce dernier se construit avec deux chakra essence proches, créant un phénomène de résonance et se présentant sous la forme d’une tornade qui entoure Naruto, avec à sa base l’« Orbe tourbillonnant ».

### Tomes de Naruto
- Masashi Kishimoto (trad. Sébastien Bigini), Naruto tome 14 : Hokage contre Hokage !!, Kana, coll. « Shonen Kana / Naruto », 20 novembre 2004, 192 p., Tankōbon / 115x175mm (ISBN 2-87129-657-X et 978-2-87129-657-7, présentation en ligne)
- Masashi Kishimoto (trad. Sébastien Bigini), Naruto tome 27 : Le jour du départ !!, Kana, coll. « Shonen Kana / Naruto », 19 janvier 2007, 192 p., Tankōbon / 115x175mm (ISBN 978-2-5050-0031-0, présentation en ligne)
- Masashi Kishimoto (trad. Sébastien Bigini), Naruto tome 41 : Le choix de Jiraya !!, Kana, coll. « Shonen Kana / Naruto », 19 avril 2009, 192 p., Tankōbon / 115x175mm (ISBN 978-2-5050-0558-2, présentation en ligne)
- Masashi Kishimoto (trad. Sébastien Bigini), Naruto tome 46 : Le retour de Naruto !!, Kana, coll. « Shonen Kana / Naruto », 15 janvier 2010, 192 p., Tankōbon / 115x175mm (ISBN 978-2-5050-0788-3, présentation en ligne)
- Masashi Kishimoto (trad. Sébastien Bigini), Naruto tome 47 : La libération du sceau !!, Kana, coll. « Shonen Kana / Naruto », 5 mars 2010, 192 p., Tankōbon / 115x175mm (ISBN 978-2-5050-0869-9, présentation en ligne)
- (ja) Masashi Kishimoto, NARUTO - 41 (NARUTO―ナルト―　　41?) : Jiraiya no Sentaku!! (自来也の選択！！?), Shūeisha, coll. « Jump Comics (ジャンプコミックス, Janpu Comikkusu?) / Naruto »,‎ 4 février 2008, 192 p., shinsho (新書, shinsho?) / Tankōbon / 175x115mm (ISBN 978-4-08-874472-8, présentation en ligne)

### Databooks
- (ja) Masashi Kishimoto, NARUTO - Hiden Rin no Sho (NARUTO―ナルト―［秘伝・臨の書］?) : Characters Official Data Book (キャラクターオフィシャルデータBOOK?), Tōkyō, Shūeisha, coll. « Jump Comics (ジャンプコミックス, Janpu Comikkusu?) / Naruto »,‎ 4 juillet 2002, 272 p., shinsho (新書?) / Tankōbon / 175x115mm (ISBN 4-08-873288-X et 978-4-08-873288-6, présentation en ligne)
- (ja) Masashi Kishimoto, NARUTO - Hiden Tō no Sho (NARUTO―ナルト―［秘伝・闘の書］?) : Characters Official Data Book (キャラクターオフィシャルデータBOOK?), Tōkyō, Shūeisha, coll. « Jump Comics (ジャンプコミックス, Janpu Comikkusu?) / Naruto »,‎ 4 avril 2005, 320 p., shinsho (新書?) / Tankōbon / 175x115mm (ISBN 4-08-873734-2 et 978-4-08-873734-8, présentation en ligne)